# Скивеска
Скивеска — река в России, протекает по Палехскому району Ивановской области. Скивеска — правая составляющая реки Люлих, образует её сливаясь с Люлишкой. Длина реки составляет 10 км.
Исток реки расположен западнее деревни Залесье в 9 км к востоку от Палеха. Течёт на восток, протекает село Сакулино, урочище Павлово. Принимает правый приток, вытекающий из озера Левинское.